# Цзянсу (футбольный клуб)
«Цзянсу» (кит. 江苏足球俱乐部), бывший «Цзянсу Сунин» (кит. 江苏舜天足球俱乐部) — бывший китайский футбольный клуб, базировавшийся в городе Нанкине, провинция Цзянсу. Домашние матчи команда проводила на стадионе Нанкинского центра Олимпийских видов спорта. Впервые клуб появился в 1958 году под названием «Команда провинции Цзянсу». Владельцем клуба является корпорация Suning Commerce Group.
По данным издания «Forbes», «Цзянсу Сунин» является четвертым клубом по бюджету в Китае с годовым оборотом 36 миллионов долларов и стоимостью 144 миллиона долларов.

## Названия клуба
- 1958—1993 Команда провинции Цзянсу (江苏省代表队)
- 1994—1995 Цзянсу Мэйнт (江苏迈特)
- 1995 ФК Цзянсу (江苏队)
- 1996—2000 Цзянсу Цзяцзя (江苏加佳)
- 2000—2015 Цзянсу Сайнти (江苏舜天)
- 2015—2021 Цзянсу Сунин  (江苏苏宁)
- 2021 ФК Цзянсу (江苏足球俱乐部)

## История
Клуб был основан в апреле 1958 как провинциальная команда от местных органов власти. Первые сезоны любительского периода в истории китайского футбола «Цзянсу» провел в высшей лиге, однако, скатившись в 1979 году во второй дивизион, почти не появлялась в элите. Более того, в 60-х — начале 70-х гг. клуб пропустил восемь сезонов розыгрыша национального чемпионата.
В 1994 году была образована профессиональная лига «Цзя-А», и «Цзянсу» получил место в высшем дивизионе. Не в последнюю очередь благодаря новому спонсору, компании MAINT. Название клуба также изменилось на «Цзянсу Мэйнт». Однако первый же сезон в элите обернулся последним местом и вылетом в лигу рангом ниже. Начались финансовые проблемы, поскольку спонсоры ушли. Спасать клуб из Нанкина пришли местные компании - Jiangsu TV, Jinling Petrochemical Company, нанкинские табачники. В честь одной из них клуб изменил название на «Цзянсу Цзяцзя». Однако трудности с финансами не закончились, команда даже отыграла год в третьем дивизионе.
7 января 2000 года металлургическая компания Jiangsu Sainty International Group Co решила взять клуб на свое попечительство и изменила название на «Цзянсу Сайнти». Однако новые владельцы столкнулись с договорными матчами – игроки команды сдавали игры соперникам за вознаграждение. Процесс очистки команды от коррупции задержал ее возвращение в созданную в 2004 году Суперлигу.
Возвращение в элиту состоялось в 2008 году. Команда выиграла Первую лигу и получила право сыграть в Суперлиге. Первые два сезона «Цзянсу» занимал 10—11 места, затем подтянулся в четверку. А в 2012 году и вовсе «Сайнти» стали вторыми. Успех провинциального клуба связан с сербским тренером Драганом Окукой. Финансовую стабильность обеспечила покупка клуба Guoxin Group. Название клуба вплоть до 2014 года оставалось прежним, а потом его сменили на «Цзянсу Гоксин-Сайнти».
В 2013 году после серебряного успеха «Цзянсу» скатился на 13-е место, а Окука решил не продлевать контракт. Два сезона под руководством местного специалиста Гао Хунбо клуб закончил на 8 и 9 местах. Это не устраивало руководство. Тренировать команду позвали румынского специалиста Дана Петреску. Он сходу выиграл Кубок страны.
После введения в Китае госпрограммы по поддержке футбола и снижению налогов для корпораций, которые поддерживают футбольные клубы, в конце 2015 года клуб выкупил крупнейший китайский ритейлер в области электроники Suning Commerce Group за 523 миллиона юаней (около 80 млн долларов). Название традиционно сменили под нового спонсора — «Цзянин Сунин». Новый собственник пришел с большими деньгами. Настолько большими, что «Цзянсу» сразу же приобрел у «Челси» за 27 млн евро бразильца Рамиреса.  Президент «Цзянсу Сунин» Чжан Цзиньдун сказал, что хочет построить лучший клуб Азии:
«Мы будем увеличивать инвестиции в развитие клуба и строительство команды, будем учиться у топовых команд всему – от научного подхода к тренировкам до тимбилдига. Хотим построить лучший клуб Азии».
В январе 2016 года «Шахтёр» официально объявил о том, что полузащитник Алекс Тейшейра продолжит карьеру в китайском клубе. Сумма трансфера бразильца составила 50 миллионов евро.
11 июня 2017 года стало известно о назначении главным тренером клуба итальянского специалиста Фабио Капелло. Контракт будет рассчитан на полтора года, зарплата составит 10 млн евро.
12 ноября 2020 года команда впервые в своей истории завоевала золотые медали Суперлиги, одолев в финальном матче «Гуанчжоу Эвергранд Таобао» со счетом 2:1.
28 февраля 2021 года корпорация Suning Commerce Group, владеющая футбольным клубом «Цзянсу Сунин», объявила о прекращении его деятельности, включая женскую команду.

## Домашний стадион
«Цзянсу Сунин» с 2006 года выступает на стадионе Нанкинского центра Олимпийских видов спорта. До этого команда более 30 лет принимала соперников на стадионе Утайшань. Современный олимпийский стадион вмещает 62 тыс. зрителей, это самый большой по вместимости стадион в Нанькине. Строительство стадиона было закончено в 2005 году и было приурочено к Китайским национальным играм. Стадион является частью комплекса олимпийских сооружений города и расположен в 7 километрах к юго-востоку от центра.

## Достижения

### Национальные турниры
Цзя-А / Суперлига Китая
- Чемпион (1:): 2020
- Серебряный призёр (2): 2012, 2016

Цзя-Б / Первая лига
- Победитель (2): 1992, 2008

Лига И / Вторая лига Китая по футболу
- Победитель (1): 1997

Кубок Китайской футбольной ассоциации
- Обладатель (1): 2015
- Финалист (2): 2014, 2016

Суперкубок Китайской футбольной ассоциации
- Обладатель (1): 2013
- Финалист (1): 2016

## Результаты
- На конец сезона 2013 года

За всё время выступлений
| Сезон    | 1960 | 1961 | 1962 | 1963 | 1965 | 1973 | 1974 | 1976 | 1977 | 1978 | 1979 | 1980 | 1981 | 1982 | 1983 | 1984 | 1985 | 1986 | 1987 | 1988 | 1989 | 1990 | 1991 | 1992 | 1993 |
| -------- | ---- | ---- | ---- | ---- | ---- | ---- | ---- | ---- | ---- | ---- | ---- | ---- | ---- | ---- | ---- | ---- | ---- | ---- | ---- | ---- | ---- | ---- | ---- | ---- | ---- |
| Дивизион | 1    | 1    | 1    | 1    | 2    | 1    | 1    | 1    | 1    | 1    | 2    | 2    | 2    | 2    | 2    | 2    | 2    | 2    | 1    | 1    | 2    | 2    | 2    | 2    | 2    |
| Место    | 19   | 10 1 | 19   | ?    | 7 1  | 11   | 21   | 9 1  | 15   | 14   | 10   | 7    | 12   | 7    | 15   | 7 1  | ?    | 4    | 13   | 14   | 5    | 5    | 6    | 1 2  | 3 1  |

| Сезон    | 1994 | 1995 | 1996 | 1997 | 1998 | 1999 | 2000 | 2001 | 2002 | 2003 | 2004 | 2005 | 2006 | 2007 | 2008 | 2009 | 2010 | 2011 | 2012 | 2013 | 2014 | 2015 | 2016 |
| -------- | ---- | ---- | ---- | ---- | ---- | ---- | ---- | ---- | ---- | ---- | ---- | ---- | ---- | ---- | ---- | ---- | ---- | ---- | ---- | ---- | ---- | ---- | ---- |
| Дивизион | 1    | 2    | 2    | 3    | 2    | 2    | 2    | 2    | 2    | 2    | 2    | 2    | 2    | 2    | 2    | 1    | 1    | 1    | 1    | 1    | 1    | 1    | 1    |
| Место    | 12   | 7    | 12   | 1    | 4    | 9    | 3    | 5    | 5    | 4    | 6    | 5    | 6    | 3    | 1    | 10   | 11   | 4    | 2    | 13   | 8    | 9    | 2    |

не играли в сезонах 1959, 1966—1972, 1975; Цзянсу не смог завершить чемпионат 1964 года;
- ↑  на групповой стадии
- ↑  приглашен в 1994 году в лигу Цзя-А (англ. Jia-A league)

## Предыдущие тренеры
- Лю Пинъюй (1994—1995)
- Вэй Житунь (1996)
- Ху Чжиган (1997)
- Ян Юйминь (1998—1999)
- Гу Минчан (2000)
- Желько Баньяч (2000)
- Леонид Колтун (2000—2001)
- Бошко Антич (2001)
- Лю Пинъюй (2002)
- Леонид Колтун (2002—2003)
- Чи Шанбинь (2004)
- Леонид Колтун (2004)
- Ван Баошань (2005)
- Ма Линь (2006)
- Ли Хунбинь (2006)
- Бранко Войинович (2007)
- Пэй Эньцай (2008—2010)
- Ян Кочиан (2011)
- Драган Окука (2011—2013)
- Гао Хунбо (2013—2015)
- Дан Петреску (2015—2016)
- Чхве Ён Су (2016—2017)
- Фабио Капелло (2017—2018)
- Космин Олэрою (2018—2021)